# Balun (Wanayasa)
Balun is een bestuurslaag in het regentschap Banjarnegara van de provincie Midden-Java, Indonesië. Balun telt 3457 inwoners (volkstelling 2010).